# Lorry-Rail S.A.
Lorry-Rail S.A. ist eine luxemburgische Transportgesellschaft mit internationalen Partnern, die zum Bau und Betrieb einer 1.050 km langen internationalen Schienen-Straßenverbindung zwischen Bettemburg in Luxemburg und dem französischen Perpignan an der spanischen Grenze geschaffen wurde. 

## Zweck und Vorteile
Diese Eisenbahnverbindung erlaubt es, den Transportverkehr nach Spanien mit Sattelzug-Anhängern ohne Fahrer und Zugmaschine abzuwickeln, und zwar aufgrund einer täglichen Zugfahrt. Wie das Unternehmen im April 2010 ankündigte, werden künftig zwischen Bettemburg und Le Boulou drei Züge täglich verkehren.
Mai 2011 wird das Ziel genannt, die zweitausend Kilometer lange Strecke zwischen Spanien und Skandinavien binnen zweier Tage zurückzulegen, wofür auf der Straße hingegen mindestens drei Tage erforderlich seien.

## Partner
Der Betreiber Lorry Rail ist eine Tochtergesellschaft der französischen Bahngesellschaft SNCF und vertreibt die Konvois in Zusammenarbeit mit der Luxemburger CFL. Daran beteiligt ist auch Geodis, ein Transport- und Logistikunternehmen der SNCF.

## Geschichte
Der bislang größte Zug, der jemals auf dem französischen Bahnnetz unterwegs war, ist der 850 Meter lang und 2.400 Tonnen schwere SNCF-Güterzug, der vom südfranzösischen Le Boulou, nahe Perpignan, bis nach Bettemburg fuhr.